# Josen Escobar
Josen David Escobar del Duca (ur. 12 grudnia 2004 w Santa Marta) – kolumbijski piłkarz występujący na pozycji defensywnego pomocnika lub bocznego obrońcy, od 2023 roku zawodnik Amériki Cali.